# Državno prvenstvo 1928
Il Prvenstvo Kraljevine Srba, Hrvata i Slovenaca u nogometu 1928 (campionato di calcio del Regno dei Serbi, Croati e Sloveni 1928), conosciuto anche come Državno prvenstvo 1928 (campionato nazionale 1928), fu la sesta edizione della massima serie del campionato jugoslavo di calcio, disputata tra l'8 luglio e il 16 settembre 1928 e conclusa con la vittoria del Građanski Zagabria, al suo terzo titolo.

## Qualificazioni
| Città    | Sottofederazione               | Al campionato nazionale | Al turno preliminare |
| -------- | ------------------------------ | ----------------------- | -------------------- |
| Lubiana  | Ljubljanski nogometni podsavez | N.D.                    | Primorje Lubiana     |
| Zagabria | Zagrebački nogometni podsavez  | Građanski Zagabria      | HAŠK Zagabria        |
| Osijek   | Osječki nogometni podsavez     | N.D.                    | Građanski Osijek     |
| Subotica | Subotički nogometni podsavez   | N.D.                    | SAND Subotica        |
| Belgrado | Beogradski loptački podsavez   | Jugoslavija             | BSK Belgrado         |
| Sarajevo | Sarajevski nogometni podsavez  | N.D.                    | SAŠK                 |
| Spalato  | Splitski nogometni podsavez    | Hajduk Spalato          | N.D.                 |
| Skopje   | Skopski loptački podsavez      | N.D.                    | N.D.                 |

## Qualificazioni per la Coppa dell'Europa Centrale 1928
Per assegnare i due posti della Jugoslavia viene disputato un torneo di qualificazione prima dell'inizio di esso. Solo 5 squadre accettano di partecipare: le due finali vengono disputate a Zagabria il 24 ed il 29 aprile 1928.
| Squadra 1          | Risultato | Squadra 2      |
| ------------------ | --------- | -------------- |
| ELIMINATORIA       |           |                |
| BSK Belgrado       | 2 – 0     | HAŠK Zagabria  |
| FINALI             |           |                |
| Građanski Zagabria | 5 – 1     | Jugoslavija    |
| BSK Belgrado       | 3 – 1     | Hajduk Spalato |

```
Građanski Zagabria
 e 
BSK Belgrado
 qualificate per la 
Coppa dell'Europa Centrale 1928
.
```

## Turno preliminare
```
Le 6 squadre qualificate al turno preliminare, abbinate in sfide dirette, si sfidano per 3 posti nella fase finale.
[
3
]
```

| Squadra 1         | Totale            | Squadra 2         | Andata     | Ritorno    |
| ----------------- | ----------------- | ----------------- | ---------- | ---------- |
| fonte: exyufudbal | fonte: exyufudbal | fonte: exyufudbal | 10.06.1928 | 17.06.1928 |
| BSK Belgrado      | 12 – 2            | Građanski Osijek  | 6 – 1      | 6 – 1      |
| HAŠK Zagabria     | 10 – 3            | SAND Subotica     | 6 – 1      | 4 – 2      |
| Primorje Lubiana  | 6 – 6             | SAŠK              | 4 – 3      | 2 – 3      |

```
Per la sfida fra SAŠK e Primorje si deve ricorrere alla "bella".
[
4
]
```

| Squadra 1            | Risultato | Squadra 2        |
| -------------------- | --------- | ---------------- |
| Sarajevo, 18.06.1928 |           |                  |
| SAŠK                 | 3 – 2     | Primorje Lubiana |

## Campionato nazionale
```
Le sei squadre qualificate si sfidano in un 
girone all'italiana
 di sola andata.
```

### Classifica
|                       | Pos. | Squadra            | Pt | G | V | N | P | GF | GS | QR    |
| --------------------- | ---- | ------------------ | -- | - | - | - | - | -- | -- | ----- |
| Jugoslavia (bandiera) | 1.   | Građanski Zagabria | 9  | 5 | 4 | 1 | 0 | 12 | 3  | 4,000 |
|                       | 2.   | Hajduk Spalato     | 6  | 5 | 2 | 2 | 1 | 13 | 7  | 1,857 |
|                       | 3.   | BSK Belgrado       | 6  | 5 | 3 | 0 | 2 | 12 | 15 | 0,800 |
|                       | 4.   | SAŠK               | 5  | 5 | 2 | 1 | 2 | 10 | 7  | 1,428 |
|                       | 5.   | HAŠK Zagabria      | 2  | 5 | 1 | 0 | 4 | 10 | 16 | 0,625 |
|                       | 6.   | Jugoslavija        | 2  | 5 | 0 | 2 | 3 | 5  | 14 | 0,357 |

Legenda:
      Campione del Regno.
Note:
Due punti a vittoria, uno a pareggio, zero a sconfitta.

### Risultati
| 1ª giornata |                   |     |
|             |                   |     |
| 8 lug.      | Jugoslavija - BSK | 1-4 |
| 8 lug.      | Hajduk - HAŠK     | 2-1 |
| 8 lug.      | SAŠK - Građanski  | 0-1 |

| 2ª giornata |                    |     |
|             |                    |     |
| 15 lug.     | Jugoslavija - HAŠK | 1-4 |
| 15 lug.     | Građanski - Hajduk | 2-0 |
| 15 lug.     | SAŠK - BSK         | 2-3 |

| 3ª giornata |                         |     |
|             |                         |     |
| 22 lug.     | Građanski - Jugoslavija | 1-1 |
| 22 lug.     | BSK - HAŠK              | 4-3 |
| 19 ago.     | Hajduk - SAŠK           | 2-2 |

| 4ª giornata |                      |     |
|             |                      |     |
| 29 lug.     | BSK - Građanski      | 1-2 |
| 29 lug.     | Hajduk - Jugoslavija | 2-2 |
| 2 set.      | HAŠK - SAŠK          | 1-3 |

| \| 5ª giornata \| \| \| \| \| \| \| \| 5 ago. \| Hajduk - BSK \| 7-0 \| \| 9 set. \| SAŠK - Jugoslavija \| 3-0 \| \| 16 set. \| Građanski - HAŠK \| 6-1 \| |                    |     |
| 5ª giornata |                    |     |
| |                    |     |
| 5 ago. | Hajduk - BSK       | 7-0 |
| 9 set. | SAŠK - Jugoslavija | 3-0 |
| 16 set. | Građanski - HAŠK   | 6-1 |

#### 1ª giornata
| Arbitro: | Nestor Segedinski (Subotica) |

|             |           |                                                |
| Luburić 88’ | Marcatori | 19’ Dragićević 65’, 74’ Sotirović 77’ Tirnanić |

| Arbitro: | Anton Felver (Sarajevo) |

|                            |           |            |
| Lemešić 30’ M. Bonačić 58’ | Marcatori | 41’ Zinaja |

| Arbitro: | Leo Strauss (Sarajevo) |

|  |           |             |
|  | Marcatori | 88’ Cindrić |

#### 2ª giornata
| Arbitro: | Viktor Vodišek (Lubiana) |

|           |           |                             |
| Becić 22’ | Marcatori | 62’, 81’, 87’ Križ 63’ Agić |

| Arbitro: | Stanojlo Joksić (Belgrado) |

|                         |           |  |
| Giller 31’ N. Babić 31’ | Marcatori |  |

| Arbitro: | Ivo Babić (Zagabria) |

|                       |           |                                       |
| Magerle 24’ König 49’ | Marcatori | 4’ Krčevinac 16’ (rig.) 21’ Sotirović |

```
SAŠK-BSK:
 La partita è stata interrotta al 53º minuto sul 2-3 a favore del BSK perché il SAŠK aveva abbandonato il campo per protesta contro la decisione dell'arbitro di espellere Sopijanac dopo un fallo su Sotirović. La federazione aveva assegnato lo 0-3 a tavolino a favore del BSK ed escluso il SAŠK dalle competizioni per 3 mesi. Successivamente, finito il campionato, la federazione ha convalidato il risultato 2-3 ed ha permesso al SAŠK di disputare le 3 partite rimanenti, ormai ininfluenti per la conquista del titolo
[
5
]
.
```

#### 3ª giornata
| Arbitro: | Leo Strauss (Sarajevo) |

|             |           |           |
| Cindrić 26’ | Marcatori | 35’ Becić |

| Arbitro: | Viktor Vodišek (Lubiana) |

|                                                    |           |                     |
| Dragićević 14’, 36’ N. Marjanović 44’ Tirnanić 60’ | Marcatori | 4’, 31’, 71’ Zinaja |

| Arbitro: | Ernest Fabris (Zagabria) |

|                            |           |               |
| Lemešić 23’ A. Bonačić 44’ | Marcatori | 43’, 60’ Beck |

#### 4ª giornata
| Arbitro: | Eugen Braun (Vienna) |

|               |           |                       |
| Sotirović 60’ | Marcatori | 55’ Babić 77’ Cindrić |

| Arbitro: | Nestor Segedinski (Subotica) |

|                 |           |                      |
| Benčič 24’, 54’ | Marcatori | 78’, 80’ Sv. Popović |

| Arbitro: | Božidar Šitić (Spalato) |

|          |           |                             |
| Križ 87’ | Marcatori | 18’, 44’ Sieber 42’ Tomičić |

#### 5ª giornata
| Zagabria 5 agosto 1928 Quinta giornata | Građanski Zagabria         | 4 – 3 referto | HAŠK Zagabria | Igralište Građanskog (5 000 spett.)\| Arbitro: \| Stanojlo Joksić (Belgrado) \| |
| Arbitro:                               | Stanojlo Joksić (Belgrado) |               |               |                                                                                 |

```
Građanski-HAŠK:
 non convalidata, l'HAŠK ha abbandonato il campo per protesta. La federazione dispone la ripetizione della partita
[
6
]
.
```

| Arbitro: | György Gerő (Budapest) |

|                                                                     |           |  |
| Benčić 10’, 54’, 64’, 86’, 88’ M. Borovčić Kurir 41’ A. Bonačić 73’ | Marcatori |  |

| 9 settembre 1928 Quinta giornata | SAŠK | – | Jugoslavija |  |

```
SAŠK - Jugoslavija:
 lo Jugoslavija non si presenta, la federazione assegna il 3-0 a tavolino a favore dei padroni di casa.
[
7
]
```

| Arbitro: | Stanojlo Joksić (Belgrado) |

|                                                           |           |           |
| N. Babić 7’, 30’ D. Babić 64’, 75’ Cindić 78’ Pasinek 38’ | Marcatori | 60’ Jeren |

### Classifica marcatori
| Gol |  |  | Giocatore          | Squadra            |
| --- |  |  | ------------------ | ------------------ |
| 7   |  |  | Ljubo Benčić       | Hajduk Spalato     |
| 5   |  |  | Kuzman Sotirović   | BSK Belgrado       |
| 4   |  |  | Nikola Babić       | Građanski Zagabria |
| 4   |  |  | Slavin Cindrić     | Građanski Zagabria |
| 4   |  |  | Mirko Križ         | HAŠK Zagabria      |
| 4   |  |  | Branko Zinaja      | HAŠK Zagabria      |
| 3   |  |  | Milorad Dragičević | BSK Belgrado       |